# RIMPAC
RIMPAC (Rim of the Pacific Exercise, в переводе с англ. — «учения стран Азиатско-Тихоокеанского региона») — крупнейшие в мире международные военно-морские учения. Организуются ВМС США с участием корпуса морской пехоты и береговой охраны США, а также национальной гвардии штата Гавайи. На учения приглашаются союзные США государства Азиатско-Тихоокеанского региона. Проводятся в Гонолулу с периодичностью в 2 года (в июне—июле чётного года) Тихоокеанским командованием ВС США, штаб квартира которого расположена в Тихоокеанском командном центре Нимица—Макартура (англ. Nimitz–MacArthur Pacific Command Center) на базе морской пехоты США «Кемп-Смит» в пригороде Гонолулу Солт-Лейк.

## Участники

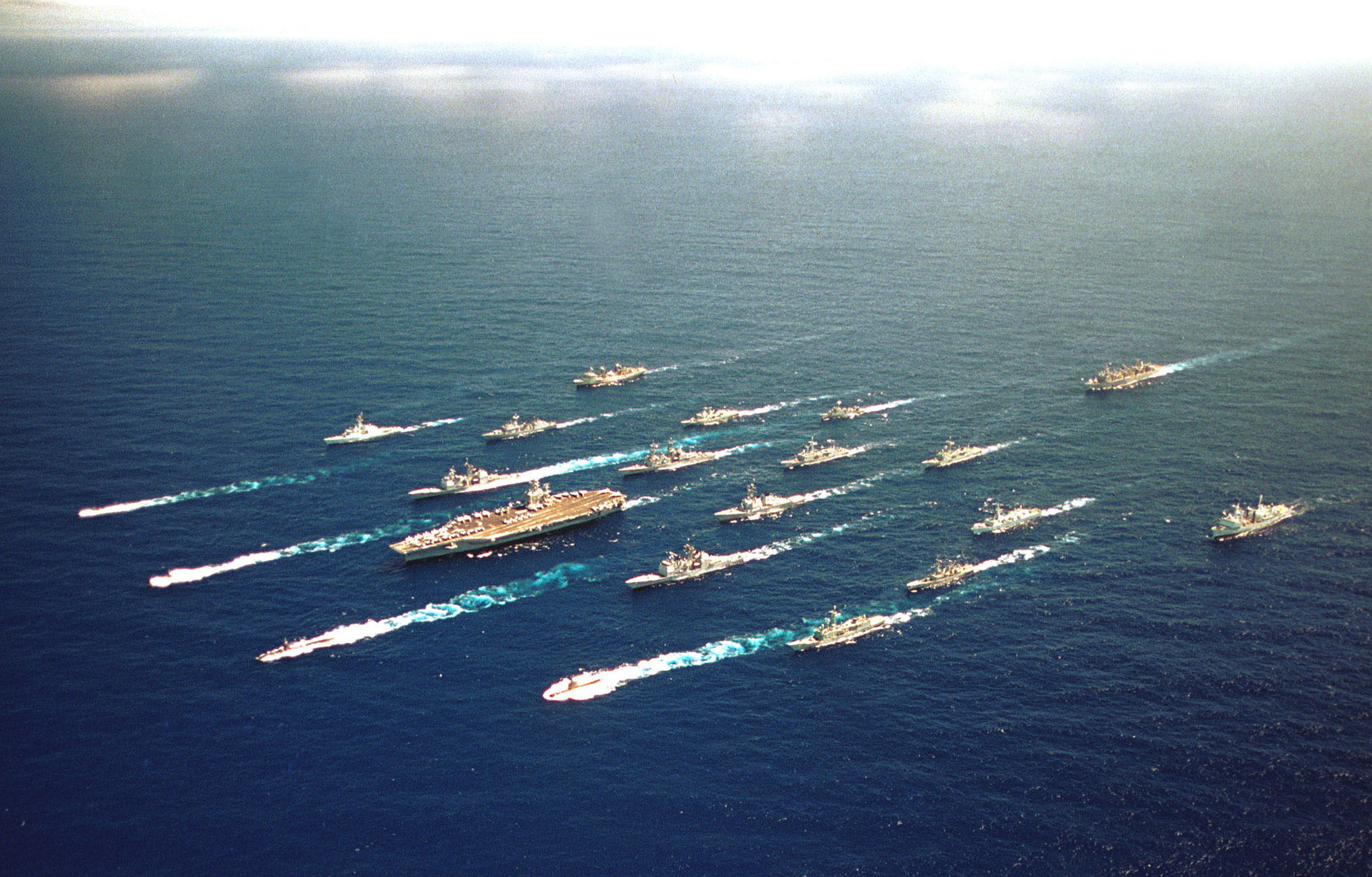
АУГ во главе с авианосцем США «Авраам Линкольн» у берегов Гонолулу во время учений RIMPAC 2000.

В первых учениях RIMPAC, проходивших в 1971 году, приняли участие США, Великобритания, Канада и Австралия. Другие постоянные участники — Япония, Южная Корея, Чили и Перу. В качестве наблюдателей приглашаются другие страны, в том числе Франция, Сингапур, Малайзия, Филиппины, Таиланд, Колумбия, Мексика, Индия, Эквадор, Индонезия, Китай и Россия.
Традиционно наиболее крупным участником учений является США, которые выставляют авианосную ударную группу, подводные лодки, до 100 самолётов и до 20 000 человек персонала. Масштабы учений и количество участников меняются год от года.
В 2012 году в качестве одной из стран-участниц впервые была приглашена Россия — в RIMPAC участвовали силы её Тихоокеанского флота (большой противолодочный корабль «Адмирал Пантелеев», танкер «Борис Бутома» и спасательный буксир «Фотий Крылов»).

## Цели учений

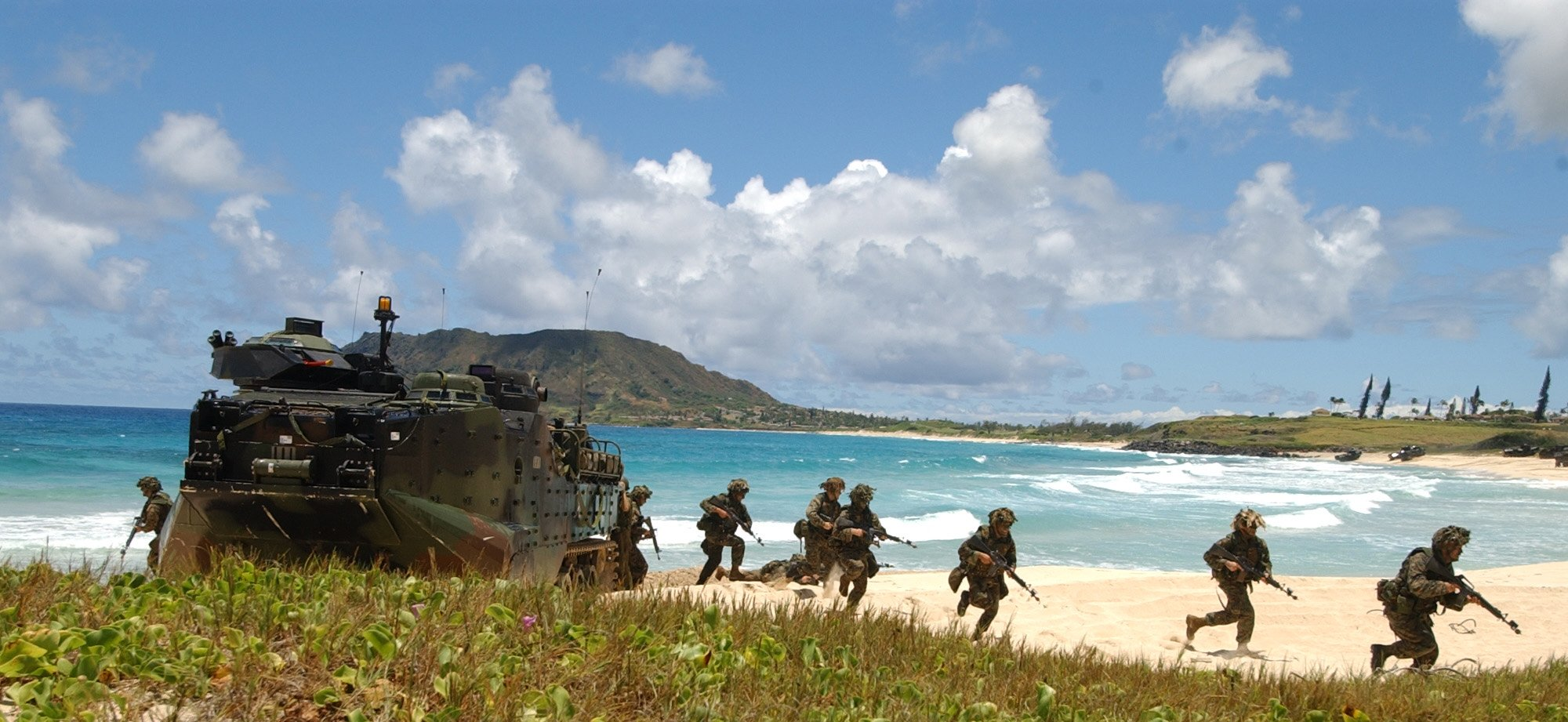
Высадка морской пехоты США во время учений RIMPAC 2004.

В качестве главной цели учений командование ВМС США рассматривает улучшение взаимодействия между флотами стран Азиатско-Тихоокеанского региона для обеспечения стабильности в регионе. В качестве потенциальных угроз стабильности рассматриваются:
- угроза нападения на Тайвань со стороны КНР в случае объявления Тайванем о своей независимости;
- угроза со стороны Северной Кореи по отношению к Южной Корее, США, Японии.

## Сценарий

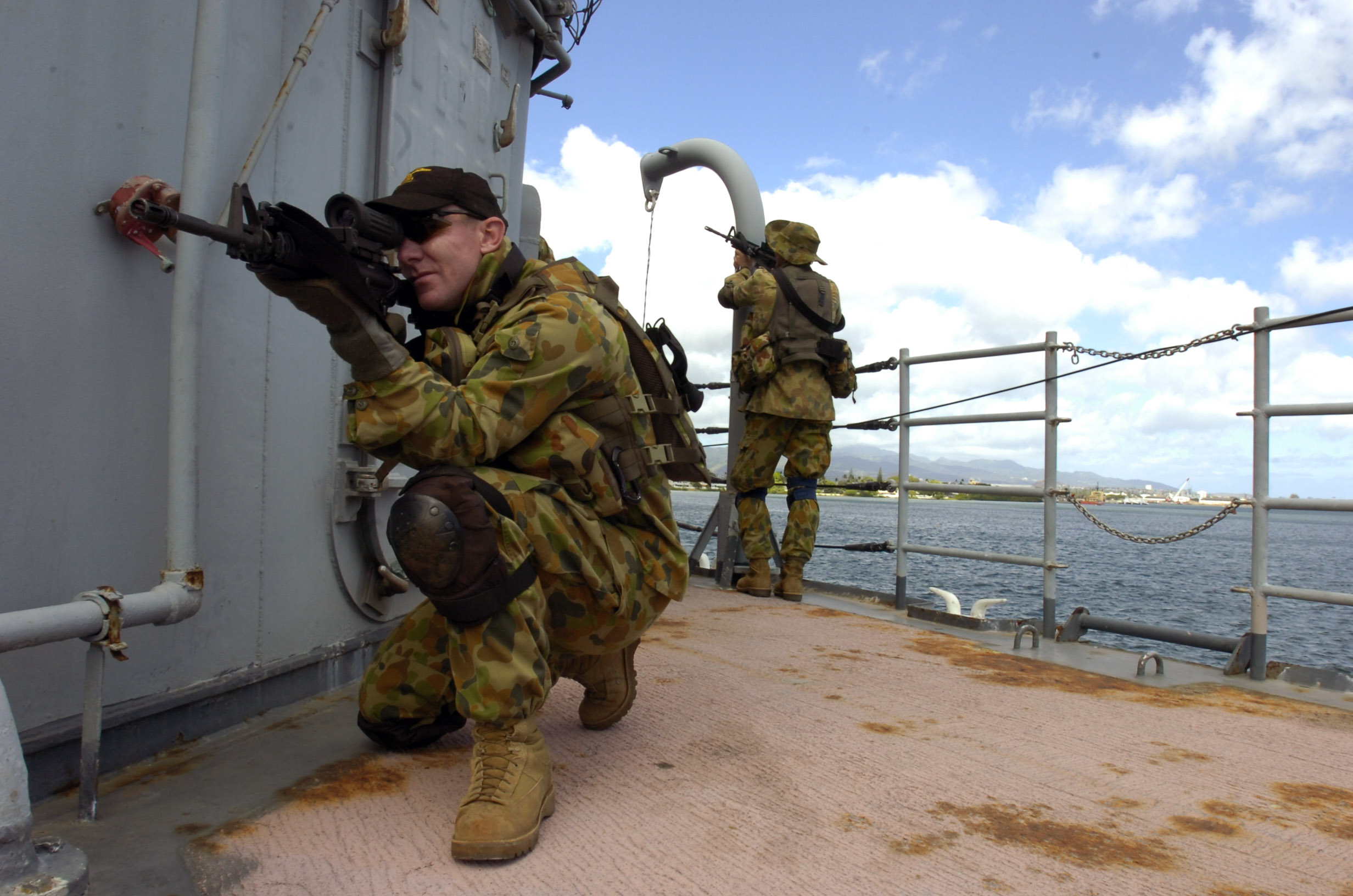
Австралийские боевые пловцы на учениях RIMPAC 2006.

В качестве примера типичного сценария можно привести сценарий учений RIMPAC 1998.
Гавайские острова были разделены на две части, каждая из которых находилась под контролем одной из противоборствующих сторон. «Синие» представляли мифическую страну Блюленд (англ. Blueland), расположенную на островах Оаху, Кауаи, Ниихау и Каула. «Оранжевые» — страну Оранжленд (англ. Orangeland) на островах Гавайи, Мауи, Ланаи и Кахоолаве.
Небольшая относительно развитая страна Блюленд с демократическим правительством и экономикой, основанной на туризме и международной торговле, является ключевым транспортным узлом Азиатско-Тихоокеанского региона. Имея небольшие вооружённые силы, состоящие из национальной гвардии и береговой охраны, Блюленд в случае внешней угрозы полагается на помощь западных союзников. Основная часть экономики Блюленда сконцентрирована в районе Гонолулу. «Синие» имеют в своём распоряжении авианосец «Карл Винсон».
Оранжленд — большая аграрная страна со слабой экономикой и диктаторским режимом. Большие вооружённые силы этой страны укомплектованы техникой российского, китайского и западного производства и включают многочисленные военно-воздушные силы, состоящие из истребителей-перехватчиков и штурмовиков. Страна имеет высоко мобильную армию, относительно небольшой надводный флот и развитые подводные силы, которые в учениях представлены пятью подводными лодками — двумя американскими, австралийской, японской и южнокорейской. Кроме того, Орандженд имеет от 10 до 15 баллистических ракет «Скад» и специальные подразделения IRG (Island Revolutionary Guard, с англ. — «Островная революционная гвардия»). Недостатком армии Оранжленда является жёсткая централизованная структура управления.
Регион, в котором происходят события, является политически нестабильным из-за постоянной конкуренции за территории и экономические ресурсы. Страны населяют родственные народы с общей религией, языком и культурой. Оранжленд выступает за объединение страны, однако граждане Блюленда на последних выборах отвергли эту идею. В Блюленде активизируется партизанская группировка FROG (Front for Revolution Orange Guerrillas, с англ. — «Фронт революционных оранжевых партизан»), тесно связанная с IRG. Оранджленд объявляет выборы сфальсифицированными и начинает вторжение на острова Оаху и Куаи. ООН немедленно объявляет ограниченные санкции против Оранжленда.

## Учения

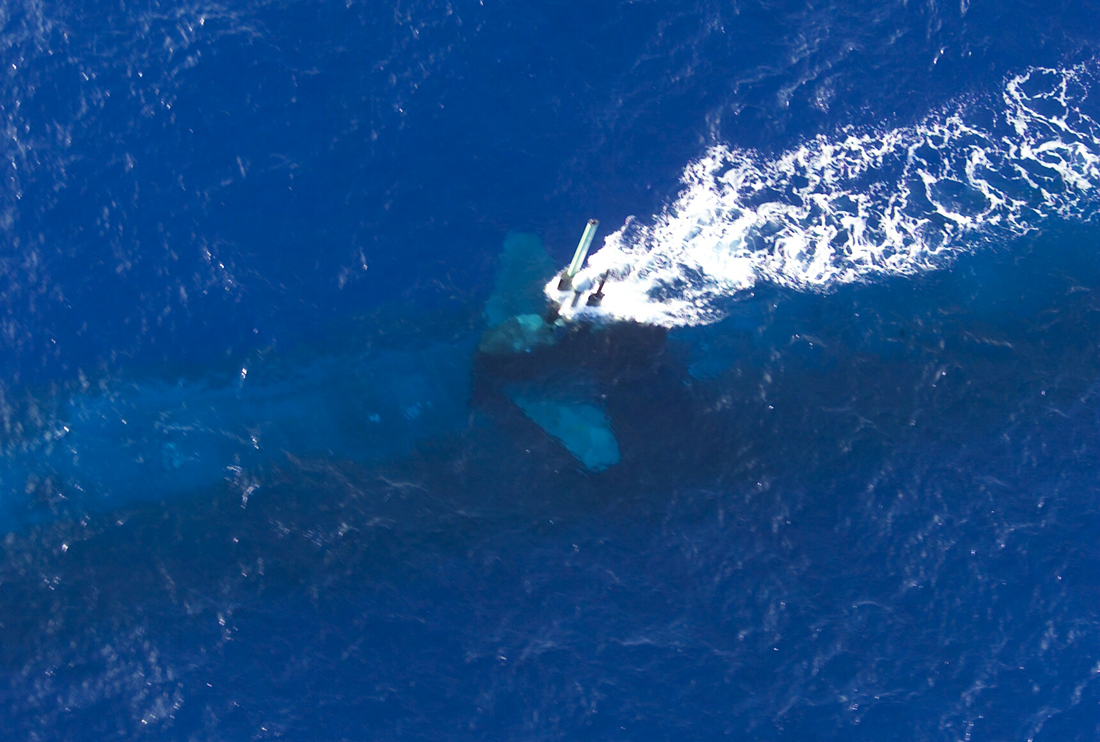
Атомная подводная лодка «Ки-Уэст» (SSN-722) типа «Лос-Анджелес» на перископной глубине во время учений RIMPAC 2004.

Традиционным для учений является упражнения в ракетной, артиллерийской и торпедной стрельбе, во время которых уничтожается один из списанных боевых кораблей.
Часто учения являются средством тестирования экспериментальных кораблей. Так, в 2004 году ВМС США испытали экспериментальный катамаран HSV-2 Swift австралийской постройки. Этот корабль длиной 96 м и осадкой 3,3 м способен перевозить 600 т груза со скоростью до 50 узлов.

### RIMPAC 2014
Летом 2014 года будут проводиться 24-е морские учения RIMPAC. В них впервые примет участие Норвегия, также на учения приглашен ВМФ НОАК. Если Китай примет приглашение, это будет означать не только его первое участие в такого рода мероприятиях, но и первые крупномасштабные совместные учения флотов Китая и США при фактическом руководстве американцев.